# Paretooptimalitet
Paretooptimalitet, paretoeffektivitet eller ekonomisk effektivitet är inom nationalekonomin en situation då tillgängliga resurser inte kan omfördelas så att någon får det bättre utan att någon annan får det sämre. Om en ekonomi förändras så att minst en person får högre nytta utan att situationen försämras för någon, är det en paretoförbättring. Namnet kommer från ekonomen Vilfredo Pareto.
En situation där någon får det bättre endast om någon annan får det sämre kallas Paretooptimal av nationalekonomer. I allmänhet anses paretooptimalitet eftersträvansvärt eftersom samhällets resurser då per definition används effektivt. En invändning är att en situation där Bill Gates (vid tillfället rikast) äger alla pengar och ingen annan har några alls skulle pareto-optimal ekonomi föreligga trots att den i praktiken skulle vara helt lamslagen. Om det inte existerar marknadsmisslyckanden som monopol eller kollektiva varor leder den fria marknaden till en paretooptimal resursanvändning.
En åtgärd (resursfördelning) i vilken någon får det bättre utan att någon får det sämre betecknas paretosanktionerad. Beteckningen potentiellt paretosanktionerad används för en åtgärd i vilken någon får det bättre och någon får det sämre, men den som fått det sämre kan kompenseras av den som fått det bättre. Notera att det är befintligheten av möjligheten till kompensation som krävs, inte att den verkligen utgår, för att åtgärden ska definieras som potentiellt paretosanktionerad.